# Sadako Sasaki
Sadako Sasaki (Hiroshima, 7 gennaio 1943 – Hiroshima, 25 ottobre 1955) fu una dei sopravvissuti al bombardamento atomico di Hiroshima del 6 agosto 1945.

## Biografia
Sadako Sasaki nacque il 7 gennaio 1943. Al momento dell'esplosione aveva poco più di due anni e si trovava in casa con la madre e la nonna, a circa 2 km di distanza da Ground Zero. Il violento spostamento d'aria che seguì l'esplosione la scaraventò fuori dalla finestra: la madre la trovò apparentemente illesa in un giardino poco distante e si allontanò rapidamente con la bambina in braccio, sfuggendo anche alla pioggia nera dovuta al fallout. La nonna, al contrario, tentò di salvarsi tornando in casa, ma morì nel crollo dell'abitazione. Il padre e il fratello maggiore Masahiro si trovavano altrove e non furono interessati dall'esplosione.
Terminata la guerra, la famiglia Sasaki riuscì a ristabilirsi economicamente e Sadako condusse un'infanzia normale. Nel novembre 1954, tuttavia, sperimentò la rapida crescita dei linfonodi. Un paio di mesi dopo, le comparvero macchie purpuree su gambe e mani, e le fu diagnosticata una leucemia acuta. In quegli anni l'intero Giappone era stato interessato da un aumento esponenziale delle diagnosi di leucemia, soprattutto tra bambini e adolescenti: alcuni studi attribuivano questo aumento alla dispersione delle radiazioni da uranio presente nella bomba. Sadako fu ricoverata alla croce rossa di Hiroshima il 21 febbraio 1955, con una prognosi che le concedeva non più di un anno di vita. Al momento del ricovero, il numero di globuli bianchi nel suo corpo era sei volte superiore ai livelli medi di un bambino della sua età.
Intorno all'agosto 1955, le furono portati degli orizuru di buon augurio, com'è usanza in Giappone. Le fu raccontata, dal fratello maggiore o da una compagna di scuola di nome Chizuko Hamamoto, la leggenda secondo cui, piegando mille di questi origami, si sarebbe potuto avverare un desiderio. Sadako si pose l'obiettivo di confezionare mille gru di carta per ottenere la propria guarigione e, da quel momento, dedicò gran parte del suo tempo a questo compito. Bisogna notare che, nel secondo dopoguerra, la carta era considerata bene di lusso, pertanto la bambina dovette adoperare le confezioni dei suoi medicinali e fogli di giornale, chiedendo ai suoi visitatori di portarle in dono della carta. Non è chiaro se sia davvero riuscita a completare 1000 gru: sembra assodato che sia riuscita a farne solo 644. Eleanor Coerr afferma nel suo romanzo che in effetti sarebbe riuscita a completarne 644, ma le restanti 356 sarebbero poi state aggiunte da amici e familiari. Le gru sarebbero poi state sepolte con lei. In realtà, sembra che sia riuscita a completare mille gru, e che addirittura ne abbia fatte tra 300 e 450 ulteriori prima della sua morte. Masahiro Sasaki conferma nel suo libro che la sorella abbia raggiunto e superato il suo obiettivo.
Sadako morì la mattina del 25 ottobre 1955, in seguito a un aggravamento della malattia. Le sue ultime parole furono "È buono", riferito al piatto di chazuke che le avevano dato da mangiare. Dopo la sua morte, amici e compagni di scuola pubblicarono una raccolta di lettere al fine di raccogliere fondi per costruire il Monumento alla pace dei bambini in memoria sua e degli altri bambini morti in seguito alla bomba atomica di Hiroshima. Nel 1958, fu collocata al Parco del Memoriale della Pace una statua raffigurante Sadako mentre tende una gru d'oro verso il cielo. Ai piedi della statua, una targa reca incisa la frase: "Questo è il nostro grido. La nostra preghiera. Pace nel mondo". È possibile, per i visitatori, come ricordo di Sadako e come simbolo di pace, lasciare una gru di carta in una grande urna, unitamente a un messaggio. Le è stata dedicata anche un'altra statua, situata al Parco della Pace di Seattle.

## Nella cultura di massa
- La storia di Sadako è stata narrata da Karl Bruckner nel romanzo Il gran sole di Hiroshima del 1961, e da Eleanor Coerr nel romanzo Sadako and the Thousand Paper Cranes del 1977.
- La sua storia e delle mille gru ricorda quella dei sopravvissuti alla tragedia di Hiroshima nell'episodio 50 della serie anime L'Uomo Tigre.
- I LogoS, gruppo progressive italiano, hanno inciso un album che racconta la storia della piccola Sadako. L'album, intitolato Sadako e le mille gru di carta, viene pubblicato nell'estate del 2020, settantacinque anni dopo lo sgancio della bomba su Hiroshima.